# Rinodina
Рінодіна (Rinodina) — рід лишайників родини Physciaceae. Назва вперше опублікована 1821 року.

## Опис
Рід рінодіна (Rinodina) налічує близько 200 видів, які мають апотеції леканорового типу. Слоевище має вигляд однорідної скоринки, іноді по периферії лопатеве. Апотеції темні, сидячі, зрідка занурені в слань.
У горах на кварцових породах часто зустрічається рінодіна гірська (Rinodina oreina); у неї бліда зеленувато-жовта розеткоподібна, щільно приросла до субстрату слань, що має по периферії променисто розташовані вузькі лопаті, в центрі багато апотеції, часто чорнуваті.

## Гелерея

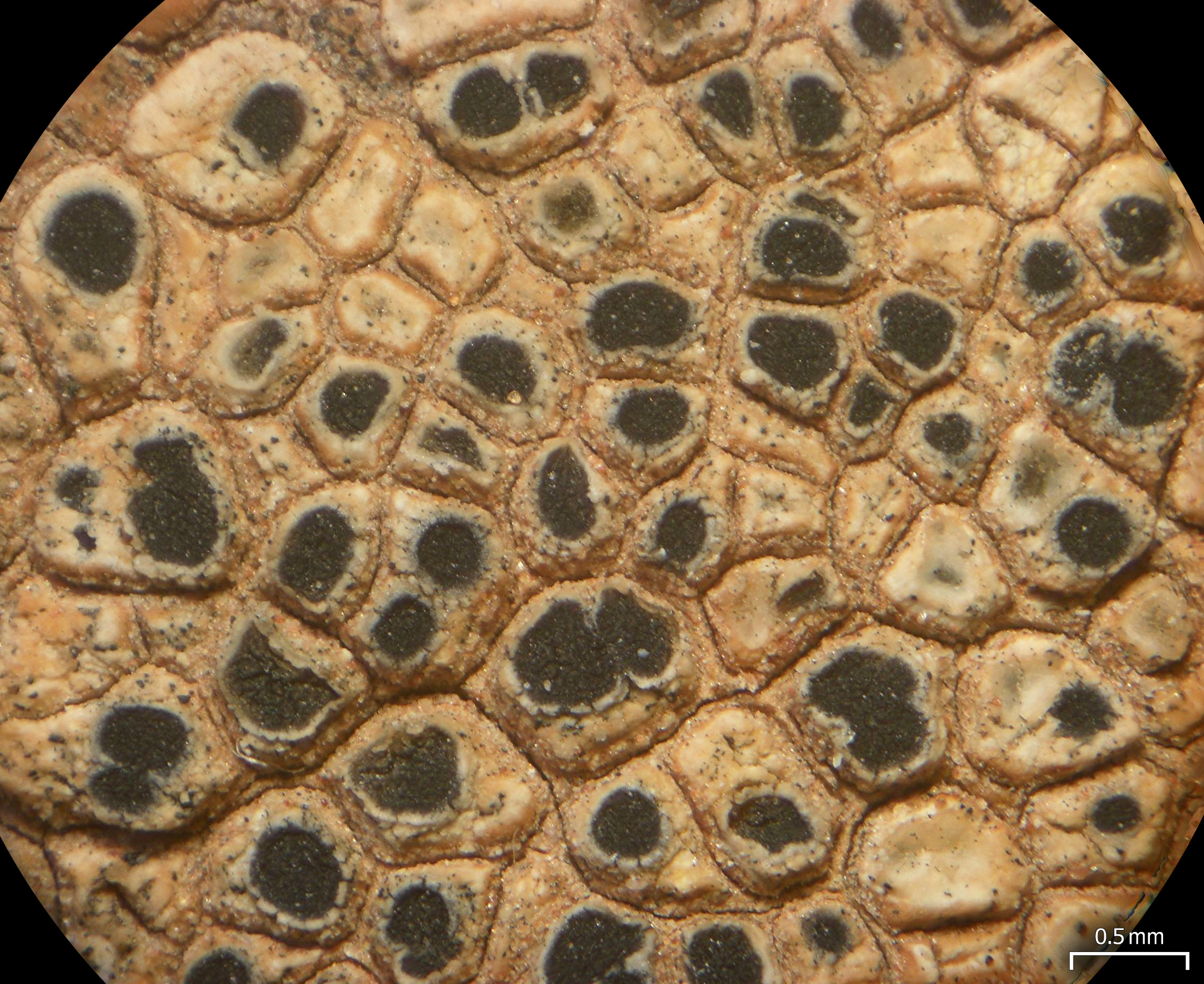
Rinodina castanomela
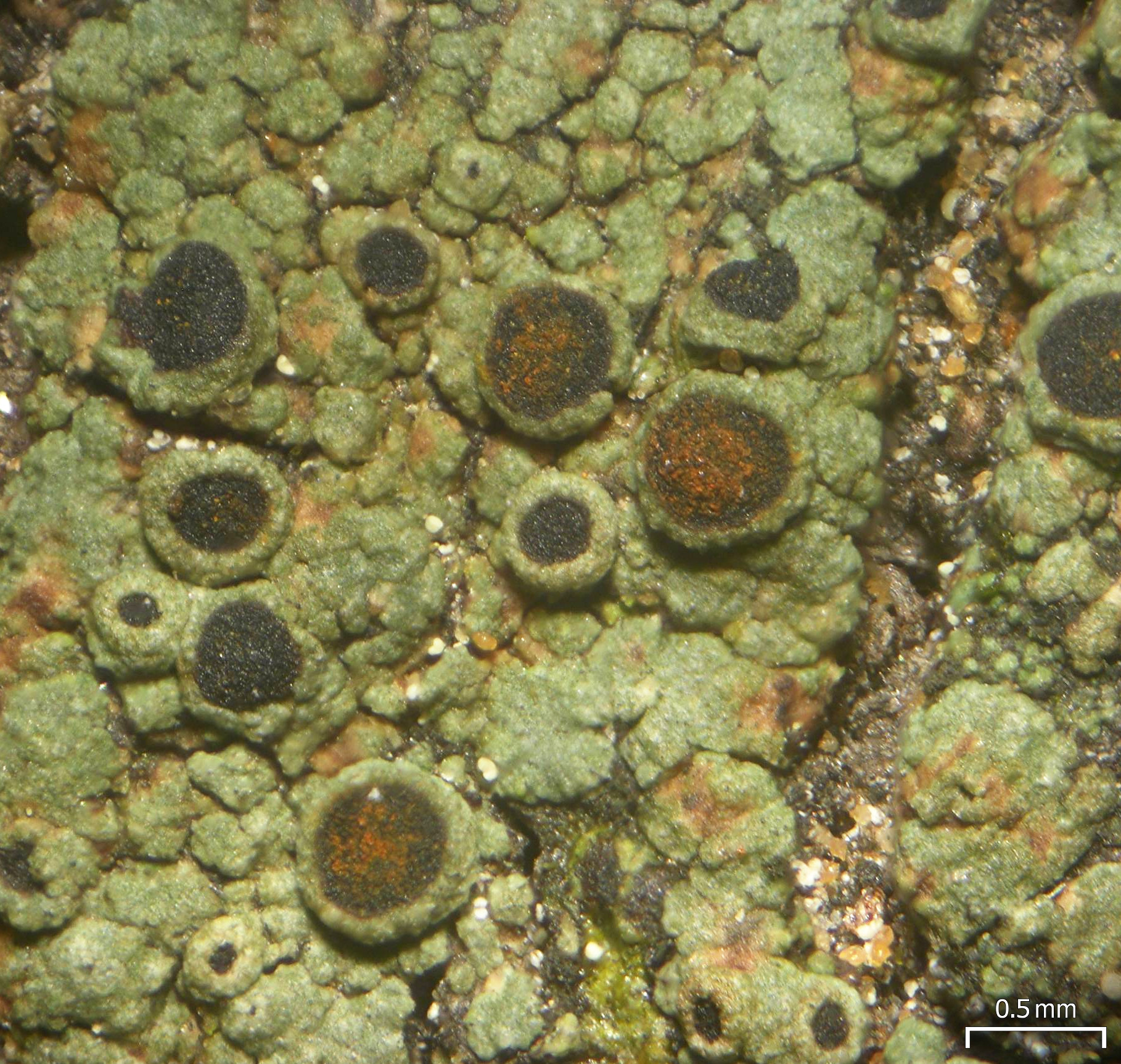
Rinodina badiexcipula
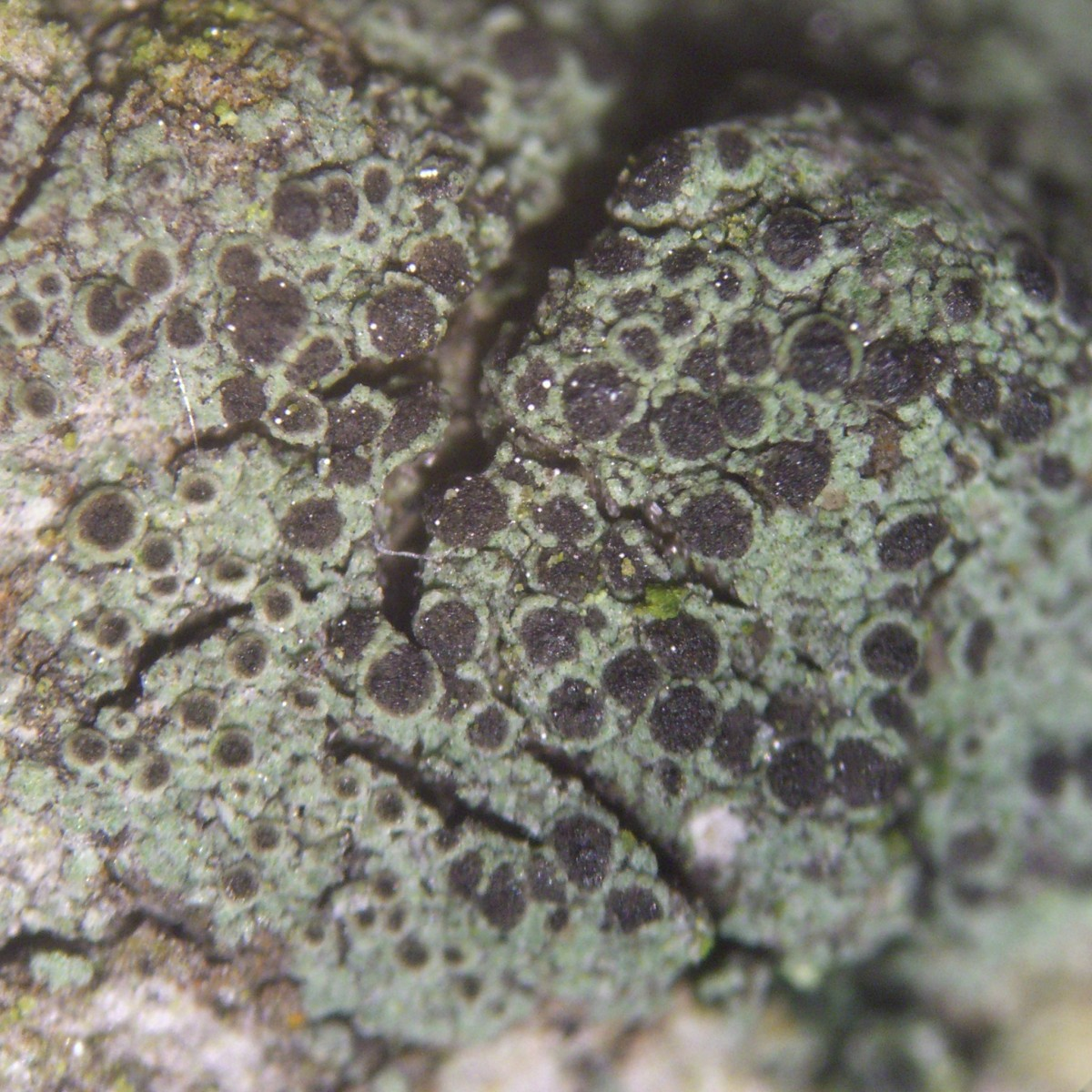
Rinodina laevigata